# Wisbech Castle
Wisbech Castle (auch Castle Wisbech) ist ein Schloss in Wisbech, Cambridgeshire.

## Geschichte

### Normannisches Schloss
Das erste Gebäude, das auf dem Gelände des heutigen Schlosses errichtet wurde, war eine Motte, die wohl auf Betreiben von Wilhelm dem Eroberer um 1068 errichtet wurde. Zunächst aus Holz umgeben von einem Wassergraben umgeben, wurde es bis zum Tod Wilhelm des Eroberers aus Stein gebaut. Während es im Domesday Book nicht erwähnt wird, finden sich erste schriftliche Nachweise über die Nutzung für die Diözese Ely im Jahr 1215. Bis ins Jahr 1219 wurde es unter anderem Richard Poore, dem Bischof von Salisbury, übertragen. 1236 wurde das Schloss von einer schweren Flut getroffen, blieb aber weiterhin bewohnt. Zum Ende des 13. Jahrhunderts wurde das Gebäude als Gefängnis und Gericht genutzt. So war unter anderem die Frau von Robert Bruce auf Wisbech Castle inhaftiert.

### Das Schloss als Bischofspalast
1478 wurden die Gebäude größtenteils abgerissen und an ihrer Stelle entstand ein neues Bauwerk als Palast für John Morton, zu dieser Zeit Erzbischof von Salisbury. Sein Nachfolger John Alcock baute den Palast aus und starb dort im Jahr 1500. Während der Palast 1553 in den Besitz von Maria Stuart überging, wurde er zuvor, unter Jane Grey, von Robert Dudley gehalten. Unter Elisabeth I. diente das Schloss kurzzeitig wieder als Gefängnis, bevor es dem Verfall preisgegeben wurde.

### Das Schloss als Wohnsitz von John Thurloe und Rückkehr zur kirchlichen Nutzung
In der Zeit des Commonwealth of England wurde Wisbech Castle, ähnlich wie viele der im Besitz der Kirche befindlichen Ländereien, beschlagnahmt. John Thurloe kaufte das Anwesen und ließ die Überreste des Bischofspalastes entfernen, um ein Herrenhaus zu errichten. Mit dem Entwurf beauftragte er wohl den Architekten Peter Mills. Nach Beendigung der Bauarbeiten bewohnte Thurloe das Haus aber nur kurz, denn nach der Stuart-Restauration fiel das Gebäude wieder zurück an die Kirche und wurde der Diözese Ely zugeordnet. Zwar diente es bei den seltenen Besuchen des Bischofs als dessen Unterkunft, war die meiste Zeit aber vermietet. Im Jahr 1793 wurde das Grundstück in mehrere Teile aufgeteilt, welche dann zum Verkauf angeboten wurden. Joseph Medworth, ein wohlhabender Maurer, kaufte das Grundstück als Ganzes. Nachdem er über 20 Jahre in dem Herrenhaus gelebt hatte, riss er dieses ab und erbaute an seiner Stelle eine Villa.

### Die Villa
Die Villa Medworths wurde aus Materialien, die beim Abriss des alten Herrenhauses angefallen waren, erbaut. Das neue Gebäude war im viktorianischen Stil gebaut. Nach dem Tod Medworths im Jahr 1827 verkauften seine Erben das Anwesen 1864 an einen Bankier. Dieser hatte es bis 1932 in Besitz, bevor er es dem Borough of Wisbech schenkte. In dieser Zeit diente die Villa unter anderem als Schulgebäude. 1957 ging die Villa wieder in Privatbesitz über, wurde 1969 aber schon wieder durch die Isle of Ely and Cambridgeshire Education Authority von der öffentlichen Hand übernommen.

### Wisbech Castle heute
Heute gehört Wisbech Castle dem Cambridgeshire County Council. Dieses betreibt dort eines von drei Aus- und Fortbildungszentren. Daneben ist es in die Aktivitäten der Stadt eingebunden und bietet beispielsweise einen Weihnachtsmarkt an. Die Räumlichkeiten können auch für Ausstellungen, Konferenzen und Hochzeiten gemietet werden.

## Ausgrabungen
Gefördert durch den Heritage Lottery Fund fanden 2009 Ausgrabungen auf dem Gelände von Wisbech Castle statt. Unterstützt von der Cranfield University und Oxford Archaeology, einer auf Ausgrabungen spezialisierten Firma, beteiligten sich über 80 Freiwillige an den Ausgrabungen. Als Ergebnis der Arbeiten konnte zum ersten Mal eine vollständige Karte der Gewölbe des ehemaligen Bischofspalasts erstellt werden. Das Projekt wurde 2010 für die British Archaeological Awards nominiert und belegte den zweiten Platz.